# SN 2007ej
SN 2007ej – supernowa typu Ia odkryta 31 maja 2007 roku w galaktyce A221452+0643. W momencie odkrycia miała maksymalną jasność 19,00m.